# Хорхе Гонгора
Хорхе Гонгора Монталван (Лима, 12. октобар 1906. — Лима, 25. јун 1999) био је перуански фудбалер који је играо за клубове Универзитарио де Депортес у Перуу, Унион Еспањола у Чилеу и фудбалску репрезентацију Перуа на Светском првенство у фудбалу 1930. године